# Col de l'Ouillat
Le col de l'Ouillat, ou coll de l'Ullat, est un col de montagne situé à 938 mètres d'altitude, dans le massif des Albères, à la limite des communes de L'Albère et de Laroque-des-Albères, appartenant à la région naturelle et historique du Roussillon en Catalogne nord, dans le département des Pyrénées-Orientales.
Il est situé au sud-ouest de la commune de Laroque-des-Albères, et à l'est de celle de  l'Albère. Il est aussi situé au nord-est du roc dels Tres Termes et au sud-est de la Collada de la Perera.
On peut y arriver par une route depuis Le Perthus. La végétation y est très dense : les pins laricio de Corse y abondent et quelques séquoias sont présents. Au col se trouvent un chalet refuge et une source décorée par l'emblématique berger Manel, originaire de Saint-Martin de l'Albère où il vécut toute sa vie pendant 90 ans. Depuis le col, il est possible de démarrer une ascension jusqu'au Puig Neulós. C'est un point de passage apprécié des randonneurs, dans la zone occidentale du massif des Albères, spécialement fréquenté pour sa proximité avec le Puig Neulós.